# 2012年ロンドンオリンピックのベリーズ選手団
2012年ロンドンオリンピックのベリーズ選手団（2012ねんロンドンオリンピックのベリーズせんしゅだん）は、2012年7月27日から8月12日までイギリスのロンドンで開催されたロンドンオリンピックベリーズ選手団の名簿。

## 選手団
- 人員: 選手 3人
- 開会式旗手: Kenneth Medwood

## 種目別選手・スタッフ名簿及び成績

### 陸上競技
- Kenneth Medwood（男子400m障害）49秒87 準決勝敗退
- Kaina Martinez（女子100m）11秒89 予選敗退

### 柔道
- Eddermys Sanchez（男子66kg級）第2回戦敗退